# Bazemont
Bazemont là một xã của Pháp nằm ở tỉnh Yvelines (quận Mantes-la-Jolie) trong vùng Île-de-France. Xã này có cự ly 18 km về phía đông nam de Mantes-la-Jolie.
Tên gọi « Bazemont » xuất phát từ một từ gốc Đức, Boso, và Latin, mons, núi.

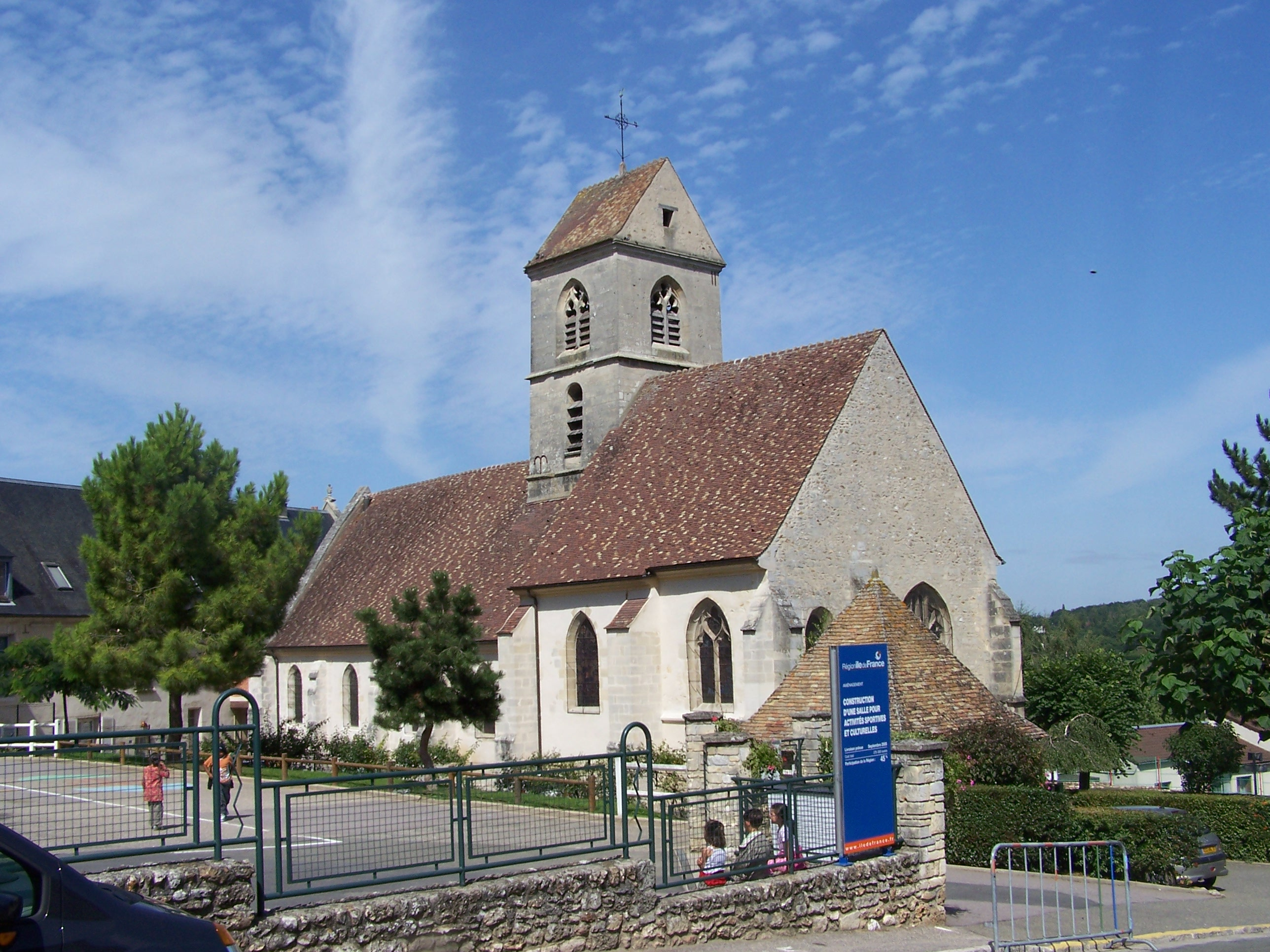
Nhà thờ Saint-Illiers

Các xã giáp ranh gồm: Flins-sur-Seine về phía bắc, Bouafle và Ecquevilly về phía đông bắc, Les Alluets-le-Roi về phía đông nam, Herbeville au sud (sur environ 400 m), Maule về phía tây nam, Aulnay-sur-Mauldre về phía tây và Aubergenville về phía tây bắc.

## Biến động dân số
| 1793 | 1800 | 1806 | 1821 | 1831 | 1836 | 1841 | 1846 | 1851 |
| ---- | ---- | ---- | ---- | ---- | ---- | ---- | ---- | ---- |
| 400  | 337  | 362  | 399  | 423  | 415  | 441  | 410  | 377  |

| 1856 | 1861 | 1866 | 1872 | 1876 | 1881 | 1886 | 1891 | 1896 |
| ---- | ---- | ---- | ---- | ---- | ---- | ---- | ---- | ---- |
| 393  | 412  | 415  | 389  | 403  | 420  | 403  | 415  | 435  |

| 1901 | 1906 | 1911 | 1921 | 1926 | 1931 | 1936 | 1946 | 1954 |
| ---- | ---- | ---- | ---- | ---- | ---- | ---- | ---- | ---- |
| 460  | 452  | 442  | 427  | 462  | 473  | 427  | 390  | 392  |

| 1962                                         | 1968 | 1975 | 1982  | 1990  | 1999  | - | - | - |
| -------------------------------------------- | ---- | ---- | ----- | ----- | ----- | - | - | - |
| 443                                          | 590  | 945  | 1 185 | 1 468 | 1 526 | - | - | - |
| Số liệu kể từ 1962 : dân số không tính trùng |      |      |       |       |       |   |   |   |